# Associazione Calcio Pinerolo 1939-1940
Questa voce raccoglie le informazioni riguardanti l'Associazione Calcio Pinerolo nelle competizioni ufficiali della stagione 1939-1940.

## Rosa
| N. |                   | Ruolo | Calciatore             |
| -- | ----------------- | ----- | ---------------------- |
|    | Italia (bandiera) | P     | Giuseppe Ballesio      |
|    | Italia (bandiera) | A     | Ettore Bertea          |
|    | Italia (bandiera) | A     | Giuseppe Bortoletto    |
|    | Italia (bandiera) | C     | Luciano Bosotti        |
|    | Italia (bandiera) | A     | Francesco Bunino       |
|    | Italia (bandiera) | D     | Giuseppe Calliero      |
|    | Italia (bandiera) | C     | Gino Caramelli         |
|    | Italia (bandiera) | D     | Sebastiano Chiaramello |
|    | Italia (bandiera) | D     | Michele Comba          |
|    | Italia (bandiera) | D     | Alessandro Garbolino   |
|    | Italia (bandiera) | A     | Carlo Gianti           |
|    | Italia (bandiera) | A     | Michelangelo Gignone   |
|    | Italia (bandiera) | A     | Lorenzo Gilli          |

| N. |                   | Ruolo | Calciatore                |
| -- | ----------------- | ----- | ------------------------- |
|    | Italia (bandiera) | A     | Emilio Giordano           |
|    | Italia (bandiera) | C     | Mauro Lorini              |
|    | Italia (bandiera) | D     | Cesare Martin (II)        |
|    | Italia (bandiera) | P     | Antonio Maurino           |
|    | Italia (bandiera) | P     | Cesare Meneghetti         |
|    | Italia (bandiera) | C     | G. Moretti                |
|    | Italia (bandiera) | D     | Arturo Palandella         |
|    | Italia (bandiera) | A     | Giovan Battista Pastorino |
|    | Italia (bandiera) | C     | Giuseppe Peretto          |
|    | Italia (bandiera) | C     | Luigi Poet                |
|    | Italia (bandiera) | D     | Francesco Tosel           |
|    | Italia (bandiera) | A     | Vito Vuri                 |